# Landen (Ohio)
Landen – jednostka osadnicza w USA, w stanie Ohio, w hrabstwie Warren. Według danych z 2000 roku miejscowość miała 12166 mieszkańców.